# 1741 en philosophie
Chronologie de la philosophie
- 1737
- 1738
- 1739
- 1740
- 1741
- 1742
- 1743
- 1744
- 1745

L’année 1741 a été marquée, en philosophie, par les événements suivants :

## Publications
- Emanuel Swedenborg : Traité des représentations et des correspondances (Clavis Hieroglyphica arcanorum naturalium et spiritualitium per viam Repraesentationum et Correspondentiarum, 1741, publié à Londres en 1784). Trad. fr. J.F.E. Le Boys des Guays : Traité des représentations et des correspondances, Saint-Amand, Librairie de la Nouvelle Jérusalem, 1857. en ligne Index des symboles du corps spirituel dans le corps humain, montrant que chaque partie physique a sa contrepartie sur le plan subtil de l’âme, et qu’il existe une relation de cause à effet entre l’état du mental et celui du corps. Trad. an. : Hieroglyphic Key, Swedenborg Scientific Association Philadelphia, 1955.